# His Daughter and His Gold
His Daughter and His Gold è un cortometraggio muto del 1906 diretto da Lewin Fitzhamon.

## Trama
Un avaro si pente quando la figlia scappa da casa rubandogli il suo denaro.

## Produzione
Il film fu prodotto dalla Hepworth.

## Distribuzione
Distribuito dalla Hepworth, il film - un breve cortometraggio di 76,2 metri - uscì nelle sale cinematografiche britanniche
Si conoscono pochi dati del film che, prodotto dalla Hepworth, fu distrutto nel 1924 dallo stesso produttore, Cecil M. Hepworth. Fallito, in gravissime difficoltà finanziarie, il produttore pensò in questo modo di poter almeno recuperare il nitrato d'argento della pellicola.